# Ха (сьома літера арабської абетки)

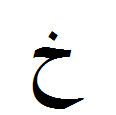
Ізольована форма літери

Ха (араб. خاء‎; х̮а̄’) — сьома літера арабської абетки, позначає звук [χ]. Не слід плутати х̮а̄’ з х̣а̄’ — в українській мові їхні назви збігаються, проте їхнє звучання зовсім різне.
В ізольованій позиції ха має вигляд خ; в кінцевій — ـخ; в серединній — ـخـ; в початковій — خـ.
Ха належить до місячних літер.
Літері відповідає число 600.
В перській мові ця літера має назву «хе» (перс. خه), звучить як [ḫ].

## В юнікоді
| Юнікод         | U+062E             |
| Ім'я в юнікоді | ARABIC LETTER KHAH |
| HTML           | &#1582;            |
| ISO 8859-6     | 0xce               |